# دولووو، بلغارستان
دولووو شهری در استان سیلیسترا کشور بلغارستان است که جمعیت آن در سال ۲۰۰۱ میلادی ۷٬۰۰۱ نفر بوده‌است.